# Strefa zagrożenia
Strefa zagrożenia (ang. The Burning Zone, 1996–1997) – amerykański serial dramatyczny stworzony przez Colemana Lucka.
Jego światowa premiera odbyła się 3 września 1996 roku na kanale UPN i był emitowany do 20 maja 1997 roku. W Polsce serial nadawany był na kanale RTL 7.

## Obsada
- James R. Black jako agent Michael Hailey
- Michael Harris jako doktor Daniel Cassian
- Jeffrey Dean Morgan jako doktor Edward Marcase
- Tamlyn Tomita jako doktor Kimberly Shiroma
- Bradford Tatum jako doktor Brian Taft

## Spis odcinków
| N/o            | Tytuł angielski                      |
| -------------- | ------------------------------------ |
|                |                                      |
| SERIA PIERWSZA |                                      |
|                |                                      |
| 01             | Pilot                                |
|                |                                      |
| 02             | The Silent Tower                     |
|                |                                      |
| 03             | St. Michael's Nightmare              |
|                |                                      |
| 04             | Arms of Fire                         |
|                |                                      |
| 05             | Night Flight                         |
|                |                                      |
| 06             | Lethal Injection                     |
|                |                                      |
| 07             | Touch of the Dead                    |
|                |                                      |
| 08             | Hall of the Serpent                  |
|                |                                      |
| 09             | Blood Covenan                        |
|                |                                      |
| 10             | Faces in the Night                   |
|                |                                      |
| 11             | Midnight of the Carrier              |
|                |                                      |
| 12             | Critical Mass                        |
|                |                                      |
| 13             | Death Song                           |
|                |                                      |
| 14             | The Last Endless Summer              |
|                |                                      |
| 15             | The Last Five Pounds Are the Hardest |
|                |                                      |
| 16             | Elegy for a Dream                    |
|                |                                      |
| 17             | A Secret in the Neighborhood         |
|                |                                      |
| 18             | Wild Fire                            |
|                |                                      |
| 19             | On Wings of Angels                   |
|                |                                      |